# Lee Sang-hyeok
Lee „Faker” Sang-hyeok (kor. 이상혁; ur. 7 maja 1996 w Seulu) – południowokoreański zawodowy gracz komputerowy w League of Legends, midlaner (gracz walczący na środkowej ścieżce mapy w League of Legends) drużyny T1, oraz jej współwłaściciel (wcześniej SK Telecom T1). Pięciokrotny mistrz świata (w 2013, 2015, 2016, 2023 i 2024 roku), finalista w 2017 i 2022 roku oraz półfinalista w 2019 i 2021 roku. Przez wielu uważany za najlepszego gracza League of Legends w historii. Od 2023 roku, jest najdłużej grającym w historii zawodnikiem dla jednej organizacji.

## Życiorys
Urodził się w 1996 roku. Dorastał razem ze swym bratem w Seulu, wychowywany przez dziadków i ojca. Faker zawsze uwielbiał puzzle oraz gry komputerowe, między innymi niestandardowe mapy w Warcraft III oraz grę typu MOBA – „Chaos”. Grę League of Legends odkrył w 2011 roku i bardzo szybko stał się dobrym graczem. Uczęszczał do tej samej szkoły średniej, co Deft – strzelec drużyny DRX. Odszedł ze szkoły, by dołączyć do drużyny SK Telecom.

## Kariera
Faker jest jedynym graczem na świecie, który został pięciokrotnie mistrzem świata. Dzięki temu w grze istnieją aż cztery skórki dedykowane Fakerowi za zwycięstwo – SKT T1 Zed, SKT T1 Ryze, SKT T1 Syndra oraz T1 Orianna. Oprócz tego Lee Sang-hyeok dwukrotnie zwyciężył w turnieju MSI i dziesięciokrotnie w LCK, koreańskiej lidze League of Legends.

## Osiągnięcia
| Rok  | Drużyna         | Krajowe   | Krajowe | Krajowe | Krajowe | Międzynarodowe | Międzynarodowe | Międzynarodowe |
| Rok  | Drużyna         | Liga      | Sezon   | Sezon   | Sezon   | MSI            | Worlds         |                |
| Rok  | Drużyna         | Liga      | Winter  | Spring  | Summer  | MSI            | Worlds         |                |
| ---- | --------------- | --------- | ------- | ------- | ------- | -------------- | -------------- | -------------- |
| 2013 | SK Telecom T1 K | Champions | —       | brąz    | złoto   | —              | złoto          |                |
| 2014 | SK Telecom T1 K | Champions | złoto   | 5-8.    | 5-8.    | NQ             |                |                |
| 2015 | SK Telecom T1   | LCK       | —       | złoto   | złoto   | srebro         | złoto          |                |
| 2016 | SK Telecom T1   | LCK       | —       | złoto   | brąz    | złoto          | złoto          |                |
| 2017 | SK Telecom T1   | LCK       | —       | złoto   | srebro  | złoto          | srebro         |                |
| 2018 | SK Telecom T1   | LCK       | —       | 4.      | 7.      | NQ             | NQ             |                |
| 2019 | SK Telecom T1   | LCK       | —       | złoto   | złoto   | 3-4.           | 3-4.           |                |
| 2020 | T1              | LCK       | —       | złoto   | 5.      | [ 5 ]          | NQ             |                |
| 2021 | T1              | LCK       | —       | 4.      | srebro  | NQ             | 3-4.           |                |
| 2022 | T1              | LCK       | —       | złoto   | srebro  | srebro         | srebro         |                |
| 2023 | T1              | LCK       | —       | srebro  | srebro  | brąz           | złoto          |                |
| 2024 | T1              | LCK       | —       | srebro  | brąz    | brąz           | złoto          |                |

### Krajowe
- Mistrzostwo LCK: Summer 2013, Winter 2014, Spring 2015, Summer 2015, Spring 2016, Spring 2017, Spring 2019[6], Summer 2019[7], Spring 2020[8], Spring 2022[9]

### Międzynarodowe
- Mistrzostwo świata: 2013, 2015, 2016, 2023, 2024[10]
- Wicemistrz świata: 2017, 2022
- Mid-Season Invitational: 2016[11], 2017[12]
- All-Star Paris 2014
- IEM Katowice 2016[13]
- Rift Rivals 2019[14]
- Esports World Cup 2024[15]

### Reprezentacyjne
- Złoty medalista Igrzysk Azjatyckich 2022[16]
- Srebrny medalista Igrzysk Azjatyckich 2018[17]

### Inne
- ITENJOY NLB Summer 2014[18]

### Wyróżnienia
- Najlepszy gracz finału Mistrzostw Świata: 2016, 2024
- Najlepszy gracz finału Mid-Season Invitational: 2016
- Najlepszy gracz Esports World Cup: 2024
- Gracz roku LCK: 2023[19], 2024
- Midlaner roku w LCK: 2023, 2024
- Najlepszy gracz sezonu w LCK: Summer 2013, Winter 2014[20]
- Najlepszy gracz finału LCK: Summer 2015
- 1st All-Pro Team LCK: Spring 2022[21], Spring 2023
- 2nd All-Pro Team LCK: Summer 2022[22], Spring 2024[23]
- 3rd All-Pro Team LCK: Spring 2020[24]
- E-sportowiec roku według The Game Awards: 2017[25], 2023(inne języki)[26], 2024
- Gracz roku według Esports Awards: 2023[27], 2024[28]

### Rekordy
- Drugi gracz, który osiągnął 1000 gier (pierwszym był Deft)[29]

LCK
- Najwięcej gier w LCK: 994
- Najwięcej zabójstw w LCK: 3345
- Najwięcej asyst w LCK: 5325
- Pierwszy gracz, który osiągnął 1000, 2000 oraz 3000 zabójstw w LCK
- Jedyny gracz, który osiągnął 3000 zabójstw w LCK[30]
- Drugi gracz, który osiągnął 4000 asyst w LCK (pierwszym był GorillA)
- Pierwszy gracz, który osiągnął 4500[31] oraz 5000[32] asyst w LCK
- Drugi gracz, który osiągnął 300 zwycięstw w LCK (pierwszym był Score)
- Jedyny gracz który osiągnął 500 zwycięstw w LCK
- Pierwszy gracz, który osiągnął 400, 500 oraz 600 zwycięstw w LCK[33]
- Drugi gracz, który osiągnął 500 gier w LCK (pierwszym był Score)
- Jedyny gracz, który osiągnął 900 gier w LCK
- Pierwszy gracz, który osiągnął 600, 700, 800 oraz 900 gier w LCK

Międzynarodowe
- Jedyny gracz, który dwukrotnie obronił Mistrzostwo Świata (Worlds 2015-2016, 2023-2024)
- Pierwszy gracz, który dwukrotnie został najlepszym zawodnikiem finału Mistrzostw Świata (MVP 2016, 2024)[34]
- Pierwszy gracz, który osiągnął 500 zabójstw na Mistrzostwach Świata[35]
- Najwięcej rozegranych gier na Mistrzostwach Świata: 147
- Najwięcej zabójstw na Mistrzostwach Świata: 506
- Najwięcej wygranych gier na Mistrzostwach Świata: 109
- Pierwszy gracz, który osiągnął 100 zwycięstw na Mistrzostwach Świata[36]
- Najwięcej rozegranych gier na Mid-Season Invitational: 125
- Najwięcej wygranych gier na Mid-Season Invitational: 85
- Najwięcej finałów na Mistrzostwach Świata: 7
- Najwięcej półfinałów na Mistrzostwach Świata: 9
- Najwięcej finałów na Mid-Season Invitational: 4
- Pierwszy gracz, który osiągnął 100 zwycięstw w międzynarodowych grach (MSI i Worlds)
- Jedyny gracz, który osiągnął 150 zwycięstw w międzynarodowych grach (MSI i Worlds)